# Мілан Петржела
Мілан Петржела (чеськ. Milan Petržela, * 19 червня 1983, Прага) — чеський футболіст, правий півзахисник німецького клубу «Аугсбург» та національної збірної Чехії.

## Клубна кар'єра
У дорослому футболі дебютував 2001 року виступами за команду клубу «Дрновіце», в якій провів два сезони, взявши участь лише у 5 матчах чемпіонату. 
Своєю грою за цю команду, втім, привернув увагу представників тренерського штабу клубу «Словацко», до складу якого приєднався 2003 року. Відіграв за команду з Угерське-Градіште наступні три сезони своєї ігрової кар'єри. Більшість часу, проведеного у складі «Словацко», вже був основним гравцем команди.
2006 року уклав контракт з клубом «Спарта» (Прага), у складі якого провів наступний сезон своєї кар'єри гравця. Граючи у складі «Спарти» також здебільшого виходив на поле в основному складі команди. Частину 2007 року провів в оренді у складі команди клубу «Яблонець».
До складу клубу пльзеньської «Вікторії» приєднався того ж 2007 року. Наразі встиг відіграти за цю команду понад 100 матчів в національному чемпіонаті.
Своєю грою на Чемпіонаті Європи 2012 привернув до себе увагу з боку багатьох європейських клубів, проте відписав контракт з німецьким «Аугсбургом».

## Виступи за збірні
Протягом 2004–2005 років  залучався до складу молодіжної збірної Чехії. На молодіжному рівні зіграв у 14 офіційних матчах.
2011 року дебютував в офіційних матчах у складі національної збірної Чехії. Наразі провів у формі головної команди країни 10 матчів.

## Титули і досягнення
- Чемпіон Чехії (3):

«Вікторія» (Пльзень): 2010-11, 2014-15, 2015-16
- Володар Кубка Чехії (2):

«Вікторія» (Пльзень): 2009-10
«Словацко»: 2021-22
- Володар Суперкубка Чехії (2):

«Вікторія» (Пльзень): 2011, 2015